# Задков, Василий Никифорович
Василий Никифорович Задков (1907—1996) — майор Советской Армии, полярный лётчик, Герой Советского Союза (1949).

## Биография
Родился 2 (по новому стилю — 15) августа 1907 года во Владивостоке.
В 1925 году окончил девять классов школы.
С 1926 года работал помощником электросварщика на «Дальзаводе».
В 1927 году призван на службу в Рабоче-крестьянскую Красную Армию. В 1928 году окончил Ленинградскую военную теоретическую школу ВВС, в 1929 году — Севастопольскую школу военно-морских лётчиков, после чего служил в авиации Черноморского флота и Азовской военной флотилии. С января 1933 года Задков служил командиром звена в Энгельсской высшей школе военных лётчиков. В 1934 году он был уволен в запас.
С 1934 года работал лётчиком Управления полярной авиации Главного управления Северного морского пути. В 1938 году совершал вылеты на поиски пропавшего экипажа Сигизмунда Леваневского. Участвовал в советско-финской и Великой Отечественной войнах. В частности, занимался приёмкой полученных по ленд-лизу самолётов и их перегонкой.
После окончания войны командовал экипажем воздушного судна «Пе-8». Принимал активное участие в высокоширотных воздушных экспедициях «Север-2» и «Север-4», благодаря которым было исследовано большое пространство Арктического бассейна, проводил ледовую разведку для нахождения мест размещения ледовых аэродромов и полярных станций, выполнил несколько вылетов с посадками на ледовые аэродромы для открытия научных станций на дрейфующих льдах.
Закрытым Указом Президиума Верховного Совета СССР от 6 декабря 1949 года за «отвагу и героизм, проявленные при выполнении специального задания правительства», Василий Задков был удостоен высокого звания Героя Советского Союза с вручением ордена Ленина и медали «Золотая Звезда».
Продолжал работать в Полярной авиации. 1 апреля 1950 года он первым из лётчиков совершил посадку для открытия научной станции «Северный полюс-2».
В 1969 году вышел на пенсию. Проживал в Москве.
Умер 31 октября 1996 года, похоронен в колумбарии Донского кладбища Москвы.
Награждён двумя орденами Ленина, двумя орденами Отечественной войны 1-й степени, орденом Красной Звезды (03.05.1940, «за выдающиеся заслуги в деле освоения Северного Морского Пути и районов Крайнего Севера, а также за образцовую и самоотверженную работу в период арктических навигаций 1938 и 1939 годов»), рядом медалей.